# John D'Orazio
John Biase D'Orazio (Perth, 5 september 1955 – aldaar, 11 april 2011) was een Australisch politicus.
D'Orazio werd in 2001 verkozen tot parlementslid van West-Australië voor de Australian Labor Party. Hier deed hij dienst als Minister voor Politie, maar werd van deze positie ontheven in 2006. In augustus van datzelfde jaar leefde hij onder de druk van een ontslag uit de partij nadat hij van corruptie was beschuldigd. In 2008 werd hij opnieuw lid van de partij maar nam twee maanden later uit eigen initiatief opnieuw ontslag omdat hij niet werd herverkozen voor het West-Australische Parlement. Hij stelde zichzelf kandidaat voor de staatsverkiezingen in 2008 als onafhankelijke, echter zonder succes.
D'Orazio overleed op 55-jarige leeftijd na een routineoperatie aan hartfalen.